# Veneroida
A Veneroida a kagylók osztályába tartozó egyik rend.

## Rendszerezés
A rendbe az alábbi családok tartoznak:
- partfúró kagylók (Petricolidae)
- vénuszkagylók (Veneridae)
- törpekagylók (Astartidae)
- Corbiculidae
- gömbkagylók (Sphaeriidae)
- ugrókagylók (Donacidae)
- Psammobiidae
- Semelidae
- ékszerkagylók (Tellinidae)
- Arcticidae
- szívkagylók (Cardiidae)
- óriáskagylók (Tridacnidae)
- vándorkagylók (Dreissenidae)
- Galeommatidae
- Lasaeidae
- Kelliidae
- ökörszív-kagylók (Glossidae)
- Vesicomyidae
- Cyrenoididae
- Fimbriidae
- diszkoszkagylók (Lucinidae)
- Thyasiridae
- Ungulinidae
- vájókagylók (Mactridae)
- Mesodesmatidae
- Pharidae
- hüvelykagylófélék (Solenidae)
- bordáskagylók (Carditidae)
- Condylocardiidae
- Gastrochaenidae
- Cyamiidae
- Neoleptonidae
- Sportellidae
- sallangoskagylók (Chamidae)
- lapátkagylók (Crassatellidae)